# JUNK BOY
『JUNK BOY』（ジャンクボーイ）は、国友やすゆきによる青年漫画。双葉社の『週刊漫画アクション』で1985年から1989年に連載されていた。これを原作として1987年に同名でOVAも作られた。

## OVA
- VHS・ベータマックス・VHD版：約45分。発売元：ビクター音楽産業株式会社。
- レーザーディスク版：約45分。発売元：株式会社創美映像(現ハピネット)

タイトルには「THE INCREDIBLE GYOKAI VIDEO」という副題が付いた。
原画のメンバーが豪華である。マッドハウスの中核をなすアニメーターだけでなく、外部から西島克彦、梅津泰臣が参加している。なかでも劇中に入るお遊びのCMには川尻善昭が参加、さらにこの部分のナレーションを原作者の国友やすゆき自身が担当している。この作品は、アーツプロの音響監督、本田保則が初めてマッド作品に関わった作品でもある。この後、マッドハウスのOVA作品は飛躍的に本数が増えて行く。

### 物語
主人公、山崎良平のあこがれの業界、ポテトボーイ編集部。その面接の当日に遅刻すれすれに登場した良平は、面接官のひとりである織田由貴を見て、イイ女だと妄想をたくましくし、あろうことか勃起。その大胆ぶりを買われ即採用。翌日あこがれの業界へ足を踏み入れるが、本社ビルの渡り廊下の先にあるボロボロの編集部に愕然とする。が、すぐにヌード撮影の助手としてワクワクしつつ撮影現場に向かう。被写体である、かつてのアイドル神田美香のやる気のなさに怒る良平は、アイドル時代のあの輝きを熱く語る。それに感動した彼女は、俄然悩殺ポーズを連発する。気を良くした良平はソープの取材を買って出る。ソープの取材で指名したマリアンこと沢本亜樹に惚れた良平は、彼女が超有名な体当たり実体験ルポライターだと後で知る。業界にあこがれ、しかし業界のことを何も知らない良平だった。ふとしたことから、亜樹が愛に感じたことが無いことを知り、勝手にかわいそうと彼女を口説きまくる、がその結末は…。明るく楽しく爽やかな恋愛を描く業界トレンド人間、山崎良平の物語の始まり。

### キャスト
- 山崎良平 - 草尾毅
- 織田由貴（編集長） - 藤田淑子
- 沢本亜樹（フリーライター） - 鶴ひろみ
- 有園美留（編集部員） - 皆口裕子
- 神田美香（元アイドル） - 佐久間レイ
- 城山次信（カメラマン） - 難波圭一
- 真名井哲（編集部員） - 井上和彦
- ニュースキャスター - 篠原恵美

### スペシャルキャスト
作品の関係者などが1シーン程度に声をあてるという趣向が盛り込まれた。
- 部長 - 岡崎秀文（双葉社の編集者）

- 取石副編集長 - 岡崎潤司
- 美少女 - 栗原弘子

- 女の子 - 森田真由美

- 係員 - 中島一基（双葉社の編集者）

- 原作者 - 国友やすゆき

- オヤジ - 丸山正雄（マッドハウスの社長、本作のプロデューサー）

### スタッフ
- 原作 - 国友やすゆき
- 製作 - 須田英昭
- 企画 - 龍神豊穂、佐藤智子
- プロデューサー - 丸山正雄、岩瀬安輝、佐藤智子
- 監督 - 山田勝久
- 脚本 - 浦畑達彦、福島宏之
- 演出 - 五月女有作
- キャラクターデザイン・作画監督 - 浜崎博嗣
- 原画 - 野田卓雄、新川信正、栗原玲子、岡村豊、稲垣賢吾、桜井邦彦、竹井正樹、金井次朗、江田玲子、平石素子、柴田和子、工原茂樹、兼森義則、西島克彦、浜崎博嗣
  - スペシャル・CM - 川尻善昭
  - エンディングアニメーション - 梅津泰臣
- 色指定 - 片山由美子
- 美術監督 - 長嶋陽子
- 撮影監督 - 石川欣一
- 編集 - 尾形治敏
- 音響監督 - 本田保則
- 音楽 - 工藤隆
- 助監督 - 浅香守生
- アニメーション制作 - マッドハウス
- 製作・著作 - ビクター音楽産業

### 主題歌
「危ないSugarDance」
作詞・作曲 - 朝倉紀幸 / 編曲 - 工藤隆 / 歌 - 朝倉紀幸&JUNK・BOYS